# フォーミュラE

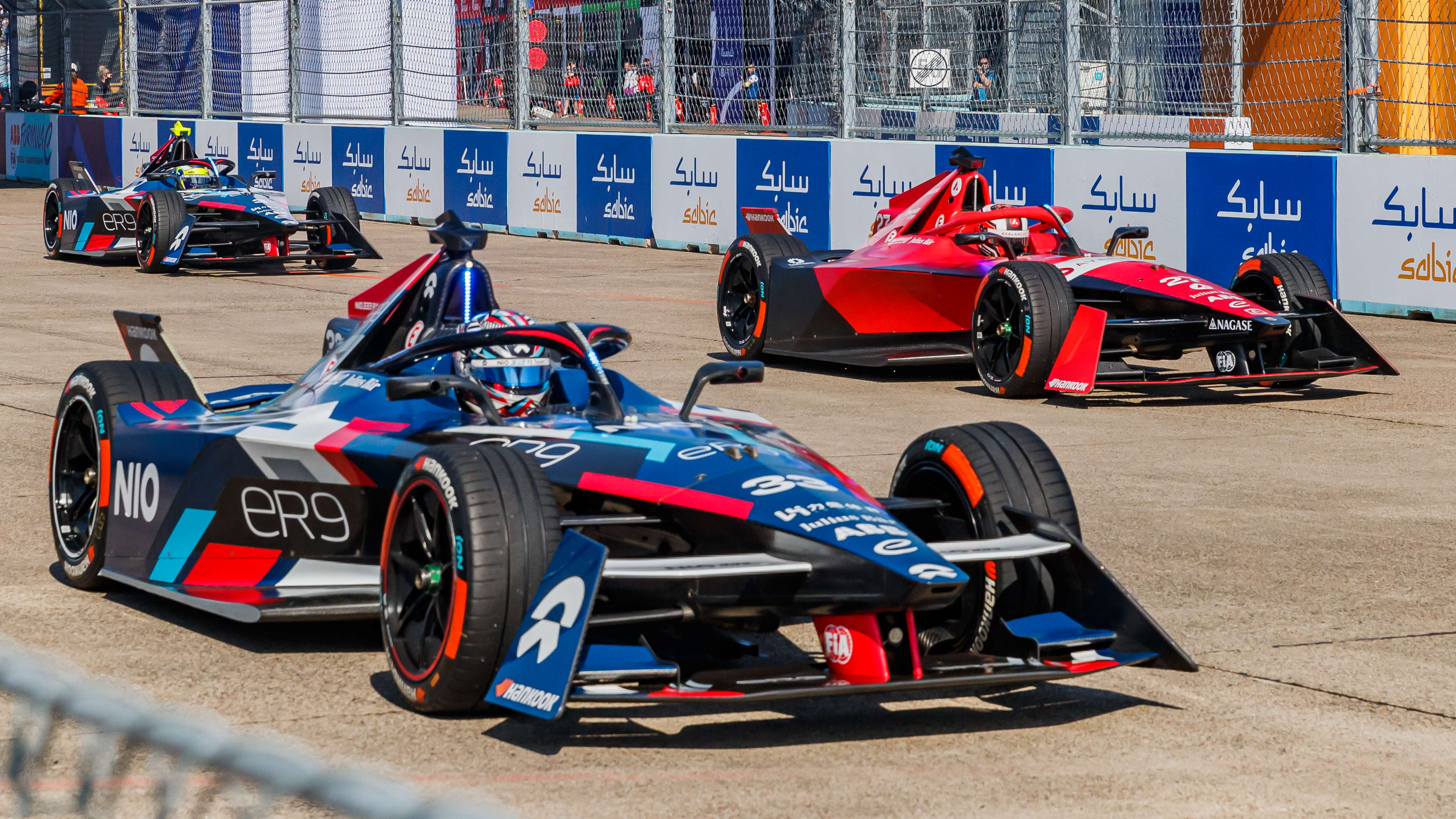
2023年ベルリンE-Prix

FIA フォーミュラE世界選手権（FIA Formula E World Championship、フォーミュライー、FE）はバッテリー式電気自動車（BEV）のフォーミュラカーによるレースシリーズ。「電気自動車のF1」とも評される。2014年9月から開催されている。

## 概要

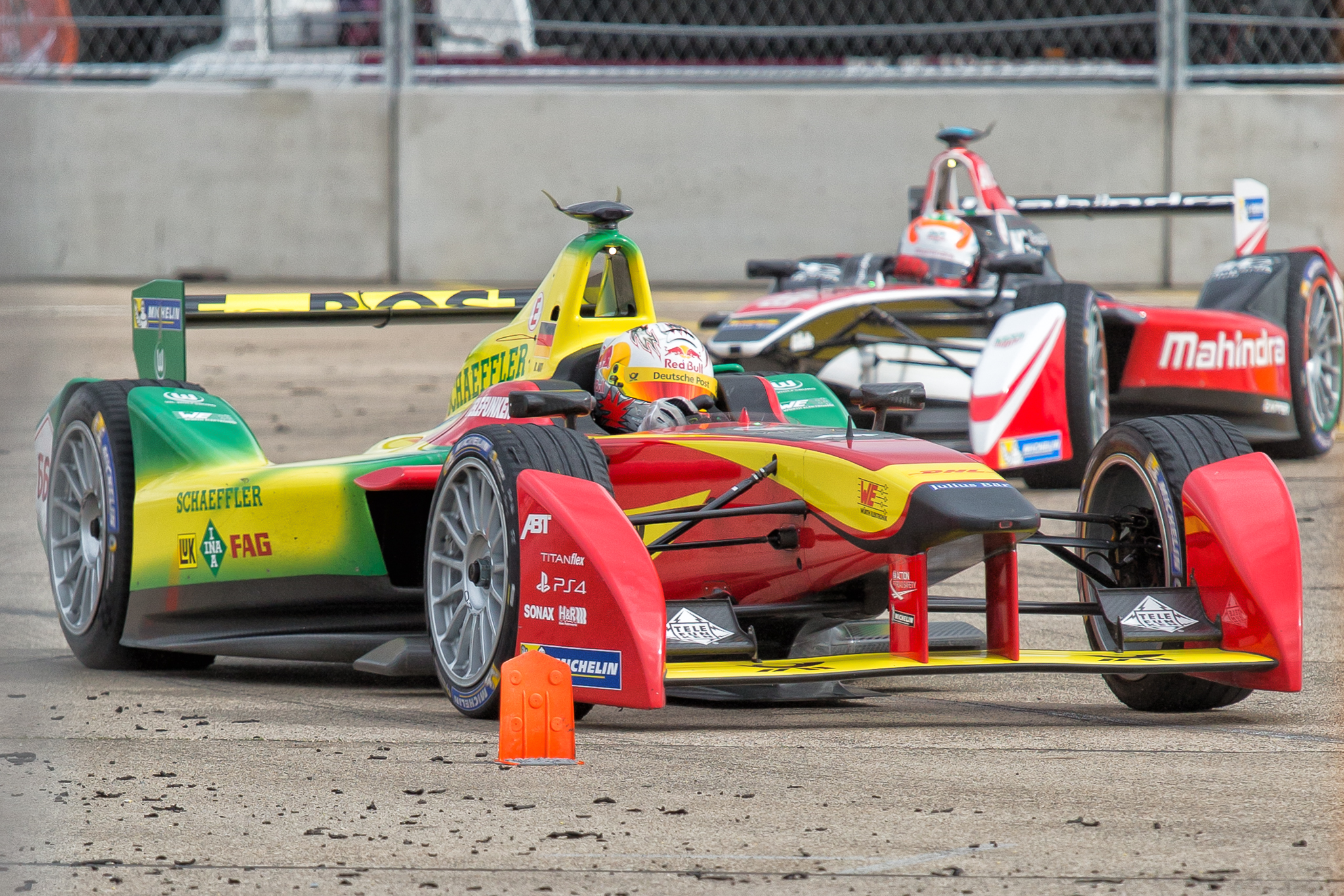
アウディスポーツ・アプト・フォーミュラEチームのマシン（2015年、ベルリン）

2012年8月27日、国際自動車連盟（FIA）がシリーズ設立を発表。フォーミュラEホールディング（FEH）がシリーズを運営し、同社CEOにはスペインの実業家アレハンドロ・アガグが就任した。都市部の大気汚染対策となる電気自動車の普及促進を狙い、レースは世界各地の大都市や有名リゾート地の市街地コースで行われる。シリーズは秋に開幕し、年をまたいで年間10戦程度が行なわれる。シリーズ発足当初は世界選手権ではなかったため、各イベントはグランプリ（GP）ではなくe-Prix（イープリ）と呼ばれ、世界選手権へ昇格後も引き継がれている。
運営の効率化やチーム運営費用の削減などの目的もあり、レースの本部及び各チームのファクトリーは全てドニントンパークに集約されており、2014年1月に建物がオープンした。この関係から、マシンテストは当初全てドニントンにて行われていた。ただし商業面の担当部門はロンドン市内にオフィスを構える。
初年度の2014-15年は「スパーク・ルノー・SRT 01E（Spark-Renault SRT 01E）」と呼ばれる専用マシンを用いたワンメイクレースとして実施される。2015-16年はシャシーはワンメイクとなるものの、パワートレインについてはチーム独自に製造・改良することが認められる。搭載バッテリーの充電量に限度があるため、ドライバー1名あたり2台のマシンを使用し、レース中にピットで乗り換えなければならなかったが、2018 - 2019シーズンからは乗り換えが無くなり、ドライバーは1台のマシンで完走することが求められるようになる。将来的には停車中にワイヤレス充電するシステムや、コース上の給電レーンを走行してワイヤレス充電する「ダイナミック・チャージング」の導入を目指している。
ワイヤレス給電などのテクニカルパートナーとしてクアルコムと契約を結んでいるほか、物流面ではDHLと契約し、同社が全面的にマシン等の機材輸送を担当する。2017 - 2018シーズンからはオフィシャルアパレルパートナーにヒューゴ・ボスがついているほか、同シーズン途中よりABBグループがシリーズ全体の冠スポンサーとなった。
サポートレースとして、人工知能が操る自動運転車によるレース『ロボレース』の計画が進んでいる。フォーミュラEと同じコースで、60分間のレースを行う。全10チームの参加を想定しており、各チーム2台ずつ、合計20台の無人レーシングカーが参戦する。この内1チームは、世界中から自動運転関連技術のエキスパートを集めた混成チームとなる予定。
シリーズ開始以来、シーズン6までは世界選手権大会ではなかったが、2020年に開幕するシーズン7より国際自動車連盟（FIA）主催の世界選手権大会として開催されることが発表された。これにより、FIA フォーミュラ1世界選手権（F1）、FIA 世界ラリー選手権（WRC）、FIA 世界耐久選手権（WEC）、FIA 世界ラリークロス選手権（World RX）、CIK-FIA 世界カート選手権と同等のレーシングカテゴリとなる。

2024年3月30日に、フォーミュラEとして日本初のレースが東京で開催された。
日本からは日産自動車がワークスチームとして、ヤマハ発動機がマニュファクチャラーとして参戦している。

## レギュレーション

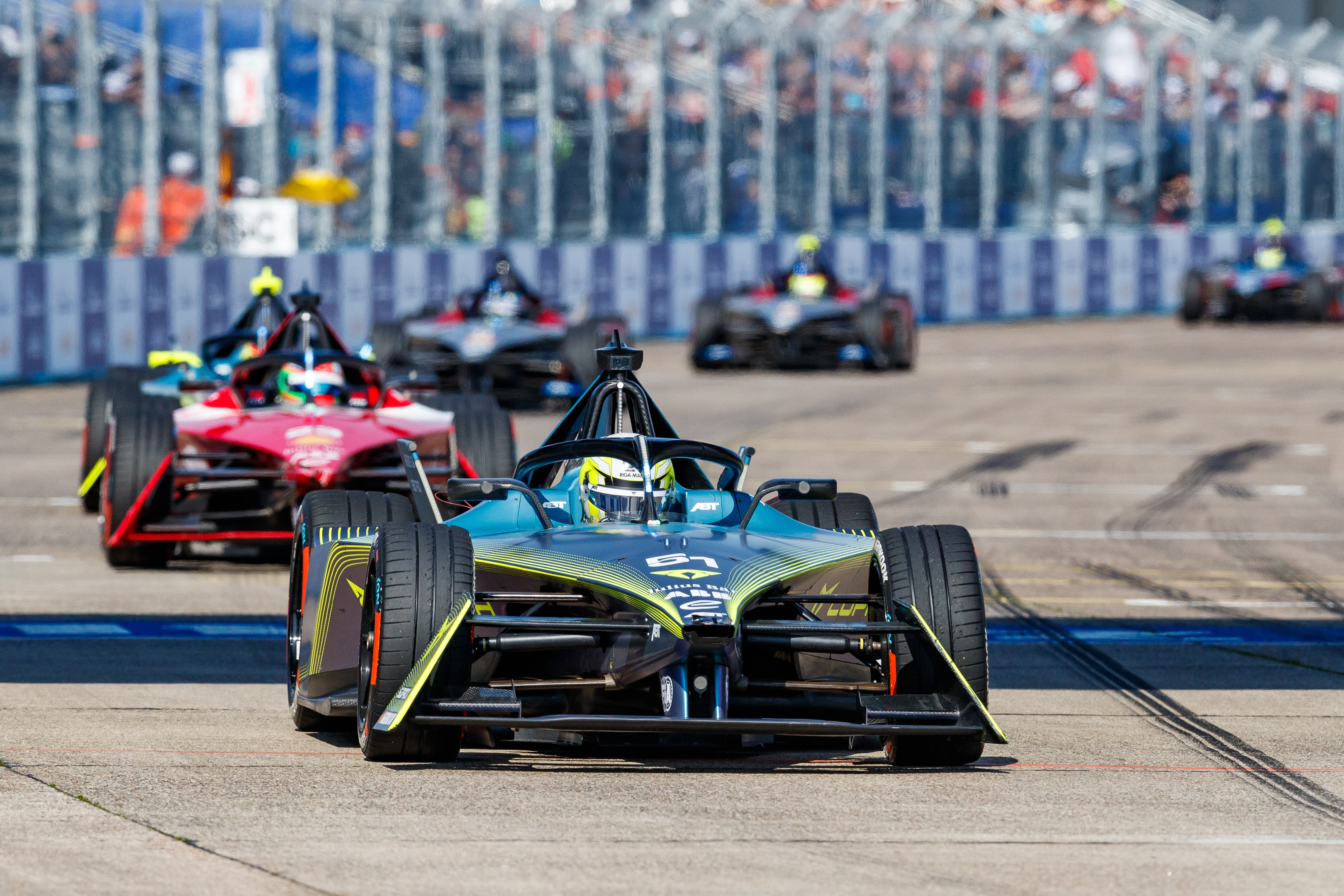
2023年ベルリンE-Prix

特に記載がない限り、フォーミュラE公式サイト、FIAプレスリリースより。

### 競技の進行
|               | 金曜日            | 土曜日            | 日曜日            |
| ------------- | ----------------- | ----------------- | ----------------- |
| 8:00 - 8:40   |                   | フリー走行（FP2） | フリー走行（FP3） |
| 10:20 - 11:43 |                   | 予選              | 予選              |
| 15:05 - 16:00 |                   | 決勝レース        | 決勝レース        |
| 16:00 - 16:40 | フリー走行（FP1） |                   |                   |

#### フリー走行
フリープラクティスまたはFPと呼ばれるフリー走行セッションは、レース週末に開催されるレースの回数に応じて、2回もしくは3回行われる。各セッションは30分間である。レース回数別のフリー走行のスケジュールは以下の通りである。
- 日曜日の「1回のみ」開催：土曜日の午後（FP1）・日曜日の朝（FP2）の計2回
- 土曜日と日曜日の「ダブルヘッダー」：金曜日の午後（FP1）・土曜日の朝（FP2）・日曜日の朝（FP3）の計3回（モナコe-Prixのみ土曜日の午前中に2回行う）

セッション中、ドライバーは出力に制限がない状態で自由に走行できる。フリー走行でのタイム計測は、この後行われる予選や決勝レースには影響せず、純粋なマシン調整の場として用いられる。各マシンは開催サーキットの特性に合わせてセッティング変更を行った状態で持ち込まれているが、実際に走行したドライバーのフィードバックを反映させて微調整を繰り返す。また、参戦初年度のドライバーが過去に未体験のサーキットを走る場合、コースの習熟の意味も含まれている。

#### 予選
レース開催日の午前中に行われる。各車が一定時間内で自由に走行を行い、1周の最速タイムを競い合う。
パワーユニットの出力は、グループステージではセーブモードなおかつ2輪駆動、デュエルズステージでは最大出力なおかつ4輪駆動が使用可能である。2021-22シーズンより『デュエルズ予選』でスターティンググリッドを決定する。予選は以下のように進行する。
- グループステージでは、ドライバーズ選手権の順位を基にA,Bそれぞれ11人ずつのグループに分かれて予選を行う。10分間走行し各グループの上位4台（合計8台）がデュエルズステージに進出。
- デュエルズステージ：2台ずつのノックアウト形式で15分間走行する。準々決勝では8台、準決勝では4台、決勝では2台の対決が順に行われる。

デュエルズステージ決勝で最速タイムを記録した者はポールポジションとなり、以降は各デュエルでのノックアウト順、9番グリッド以降はグループステージでのタイム順で整列することになる。

#### 決勝
レースは日曜日のみの場合と、土曜日・日曜日の2日間でレースを行う場合の2パターンがある。
レースは最大で60分（2018-19シーズンから2021-22シーズンまではタイムレース制で行われ、45分+1周のレースに縮小）。パワーユニットの出力は、後述するアタックモード使用時以外、セーブモードなおかつ2輪駆動である。フォーメーションラップを行わず、原則としてスターティンググリッドから2列下がったダミーグリッドについた後、スターティンググリッドに移動してからスタンディングスタートでレースが開始される。ダミーグリッドのスペースが確保できない場合など、別の場所にダミーグリッドを設けて移動する場合もある（ディルイーヤ戦、ニューヨーク戦、ソウル戦など）。練習走行と予選ではパワーユニットの最大出力（200kW/270bhp）を使用可能であるが（2018-19シーズンより250kW）、決勝レース中はセーブモード（初年度は150kW/202.5 bhp、2年目,3年目は170kW、4年目は180kW、5年目から7年目は200kW、8年目より220kW）に出力制限される。
- アタックモード

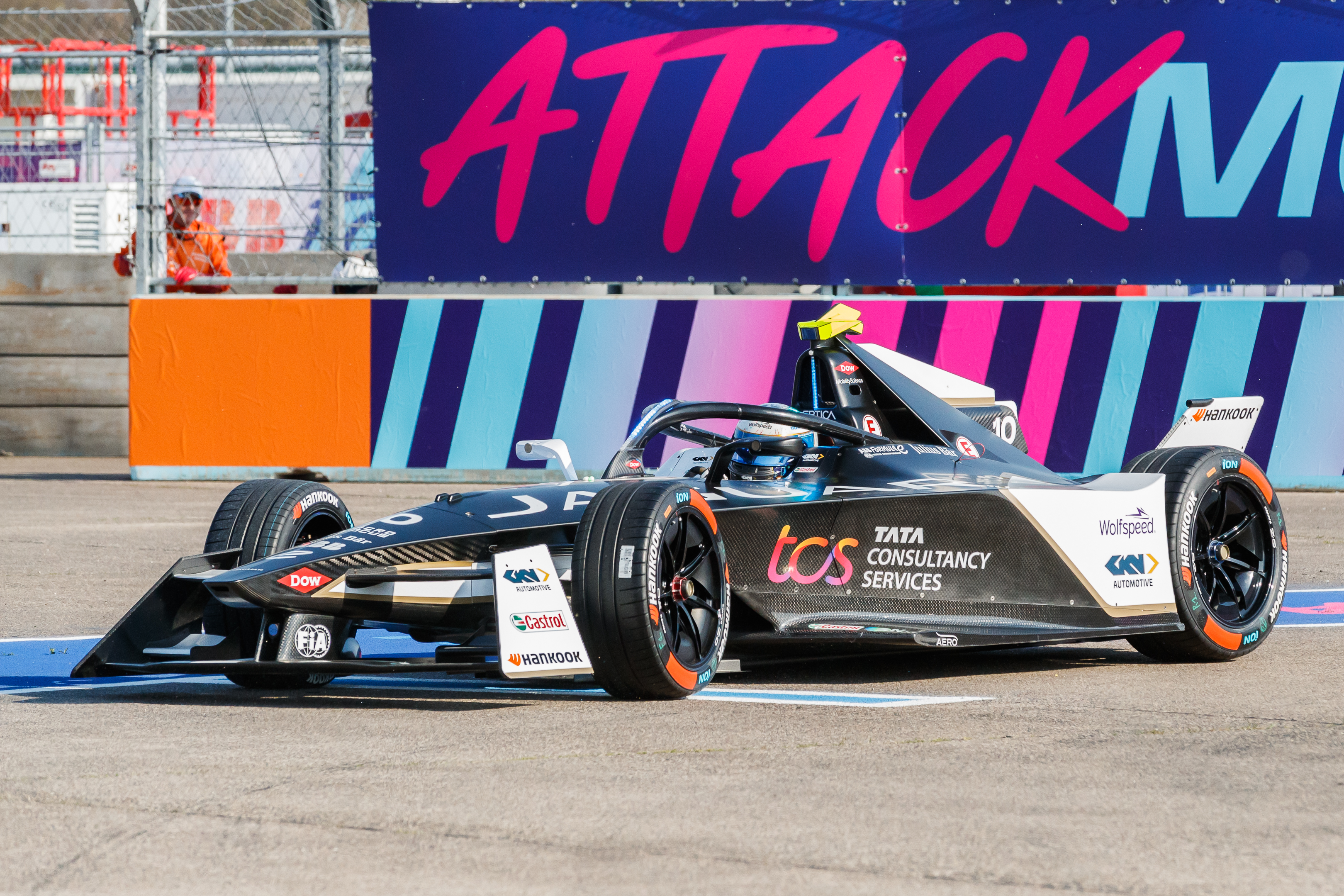
アタックモードのアクティベーションゾーン

アクティベーションゾーンを通過することで数分間最大出力が上昇し、4輪駆動で走行できるスイッチを使用できるシステムが2018-19年から追加された。アクティベーションゾーンは通常のレーシングラインから外れる位置に設置されているため、ゾーン通過のためにタイムロスを余儀なくされる。アタックモードの持続時間と利用可能なブーストの数は、FIAによって各レースの直前に決定される。モードが作動すると、マシンのHaloやリアウィングに設けられたLEDが紫色に点灯する。なお、このアタックモードはレース毎に規定回数使用しなければならず、1回でも使用していなかった場合・使用中にチェッカーを受けた場合はレース終了後にペナルティが科される。
- ピットブースト

ピットでの急速充電が2024-25年から一部のレースで追加された。ピットブーストレースでは、すべてのドライバーは、600kWの急速充電を行うために30秒間のピットストップを義務付け、残りの周回で3.85kWhの追加エネルギー（約10%の追加エネルギー）を得ることができる。このピットストップは、レース開始前にレースオフィシャルが選択した特定のウィンドウ（レース周回のうち特定の周の間）で行う必要がある。急速充電中はマシンに関わる他の作業を行うことは許可されておらず、一度にストップを取ることができるのはチームごとに1台のみである。よってピットストップは急速充電のみとなり、タイヤがパンクした場合を除きタイヤ交換作業は行えない。
- ファンブースト

2014-15年から2021-22年まで、SNS上の人気投票で選ばれたドライバー3名（2018-19シーズンより5名に拡大）に、レース中におけるエキストラパワーの使用を認める「Fan Boost（ファン・ブースト）」制度を採用していた。初年度はレース中5秒間だけ最大出力を180kW/243bhpに上げることが出来る。2年目から4年目までは乗り換え後のレース後半に1回のみ、180kWから200kWの範囲内で100kJのエネルギーが使える（秒数制限はなし）。5年目から8年目まではレース後半となる23分を経過してから1回のみ使用可能。ファン投票の締切期限は、初年度はレース開始まで、2015-16年よりレーススタート6分後まで。

### チャンピオンシップ
選手権はドライバー部門とチーム部門がある。2014-15シーズンで適用されていた年間成績のうち最も成績が悪かった1戦を切り捨てる有効ポイント制は廃止された。チーム部門も同じく全成績が対象となる。

#### ポイント
ポイントは1位から10位まで順に25-18-15-12-10-8-6-4-2-1ポイント。ポールポジション（PP）3ポイント、ファステストラップ（FL）1ポイント（シーズン2までは2ポイント）、グループ予選最速1ポイント（2019-20シーズンから2021-22シーズンまで）。
- ファステストラップについては、2016-17シーズンにおいて、ファステストラップを記録したドライバーが全戦において入賞圏外もしくはリタイアしたドライバーであったため、2017-18シーズンよりトップ10の中で最速タイムを記録したドライバーにポイントが付与されることになった。

| 順位     | 1  | 2  | 3  | 4  | 5  | 6 | 7 | 8 | 9 | 10 | PP | FL |
| -------- | -- | -- | -- | -- | -- | - | - | - | - | -- | -- | -- |
| ポイント | 25 | 18 | 15 | 12 | 10 | 8 | 6 | 4 | 2 | 1  | +3 | +1 |

#### 規定
- 参戦するには最低でも国際B級ライセンスを持った上でFIAからeLicenceを取得する必要がある。
- 1シーズンにつき、各ドライバーは車毎にモーター・バッテリーパック・ギアボックスの使用は1つまで。
- 1イベントにつき、最大で5つの前輪用タイヤと5つの後輪用タイヤが使用できる。
- 1チームにおいて車のオペレーションスタッフは12名まで。
- セーフティカー手順はFIA標準に従う。
- 公式以外のテストは認めない。
- 2016年より、ドライバー部門のシリーズチャンピオンはスーパーライセンスの発給資格を得る[25]。

## マシン

### 第1世代（2014 - 2018）

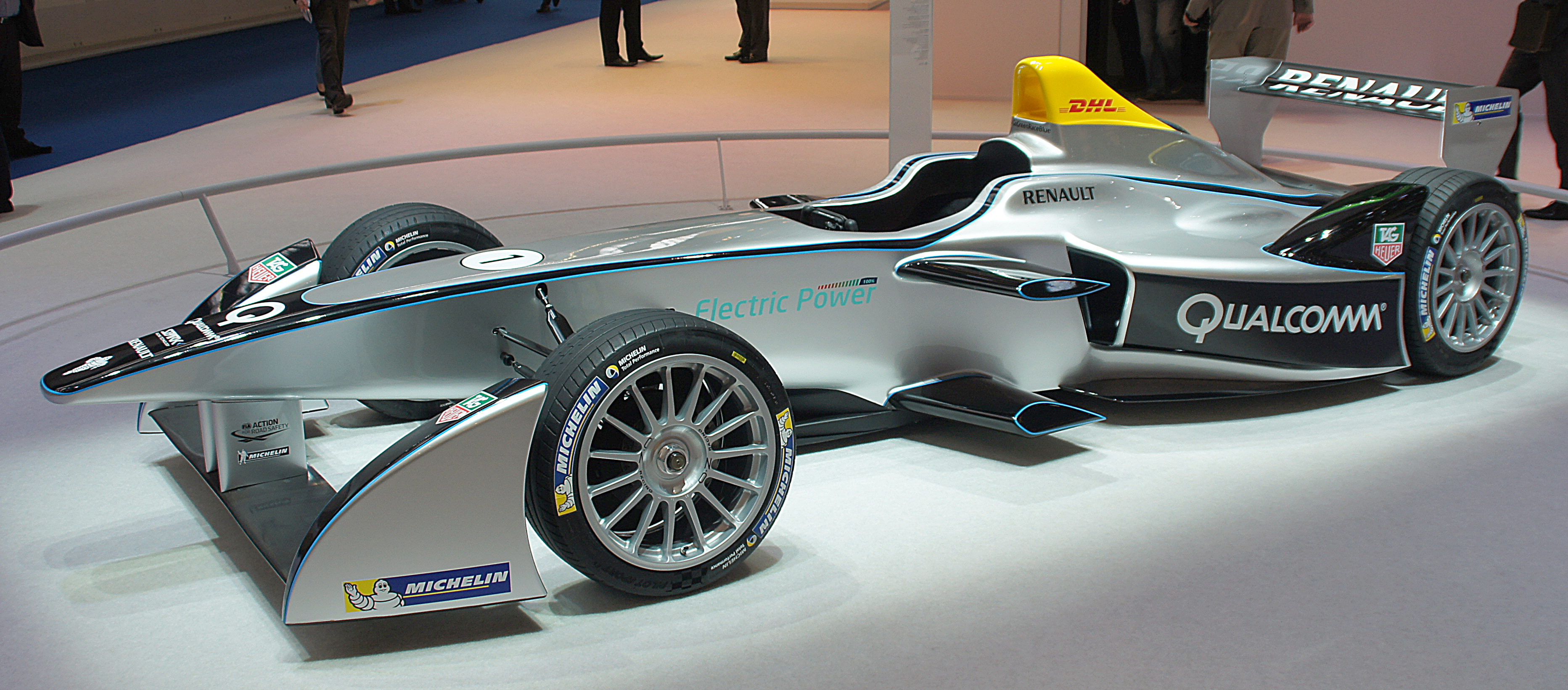
スパーク・ルノー・SRT 01E

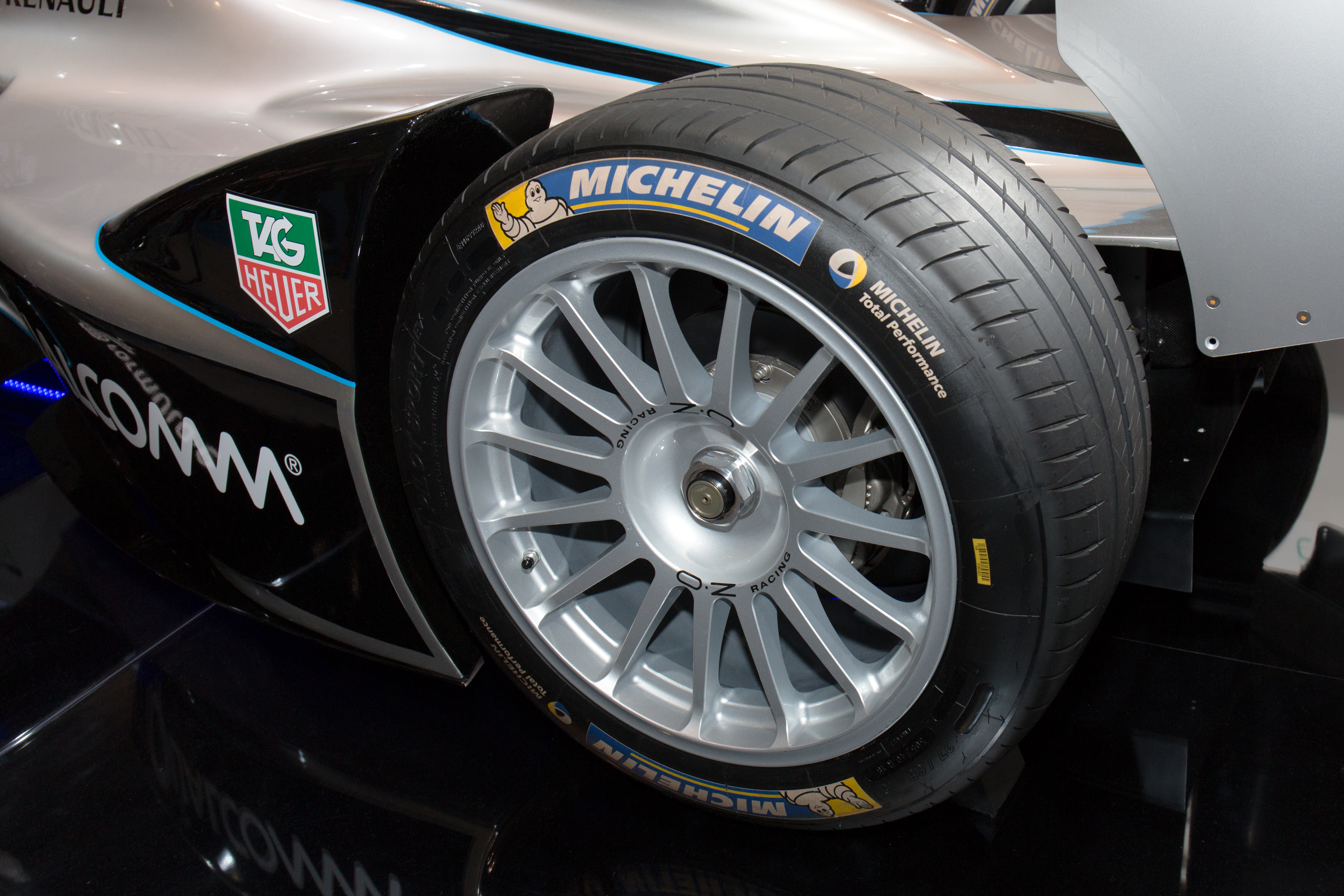
ミシュラン製全天候型18インチタイヤ

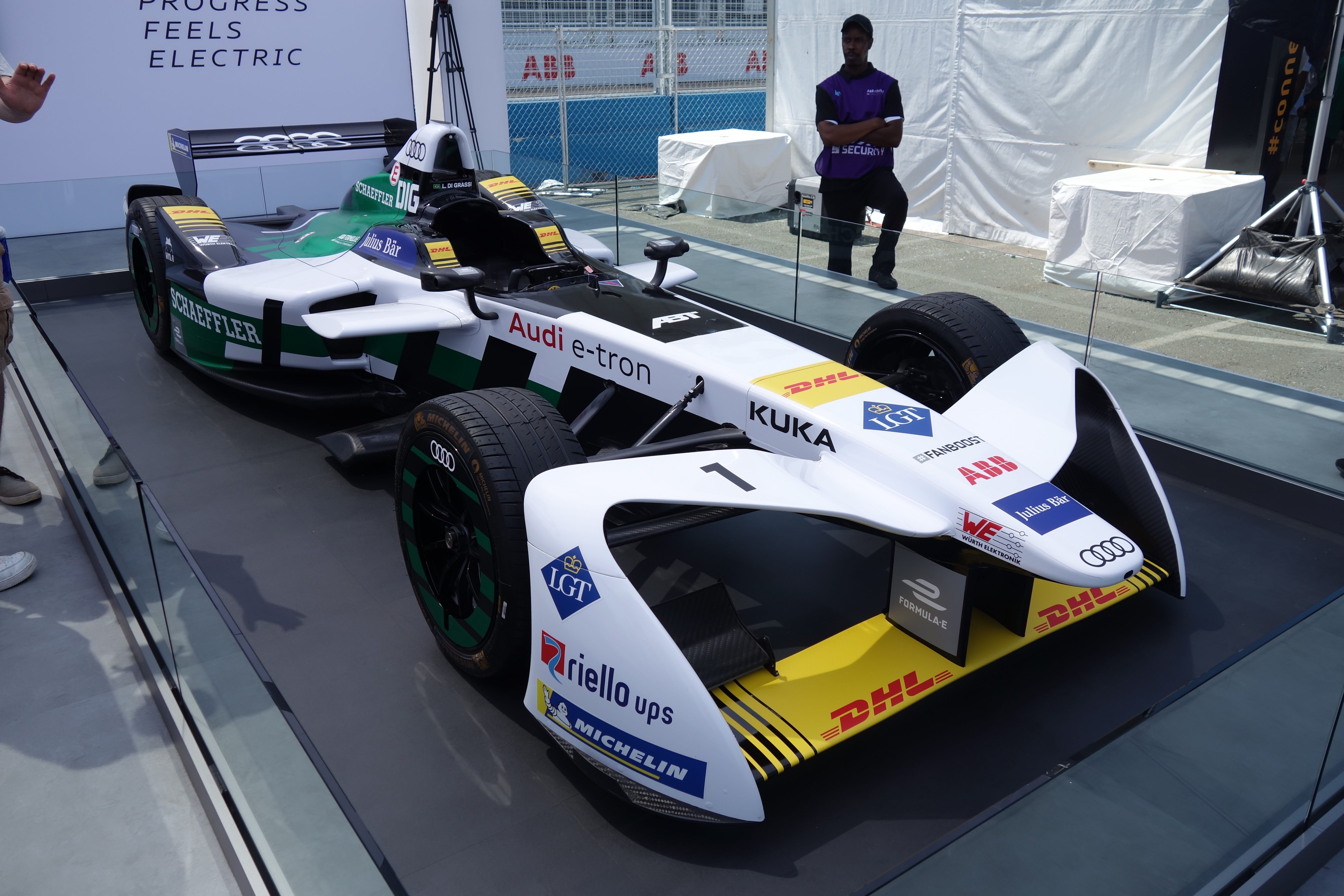
シーズン3以降の新型フロントウィング

2013年9月のフランクフルトモーターショーで「スパーク・ルノー・SRT 01E」が披露された。設計はスパーク・レーシング・テクノロジーが担当し、パワートレイン全体を監修するテクニカルパートナーにルノーが就き、後述する主なサプライヤーから供給される各種コンポーネントを統括する。開発ドライバーにはルーカス・ディ・グラッシ、佐藤琢磨が起用される。
動力性能的にはF3マシンと同等レベル。0–100 km/h加速は2.9秒、市街地コースのため最高速度は225km/h程度に抑えられる（いずれも想定値）。市販EVは変速機非搭載（最終減速のみ）だが、フォーミュラEでは4段ギアボックスを搭載する。
シャシーは、F1などのオープンホイールカーのレースで常に憂慮されるタイヤ同士の接触を原因とする車体が宙に舞うクラッシュを極力防ぐための工夫が凝らされている。フロントウィングの翼端板は正面から見た時にフロントタイヤのトレッド面を完全に覆う形状となっているほか、サイドポンツーン後部はリアタイヤ前部のトレッド面を、さらにリアウィング下部と一体になったバンパーがリアタイヤ後部のトレッド面を覆い、トレッド面同士の接触を防ぐ構造になっている。また、コクピット両側には翼断面形状のクラッシャブルストラクチャーが取り付けられている。
ミシュランが供給するタイヤは18インチの溝入り全天候型タイヤとなり、1イベントにつき1台のマシンが使用可能なタイヤは1.5セット（6本）に限られる。
初年度は実質ワンメイクレースとなったが、2年目からはパワートレイン（モーター+インバータ+ギアボックス+冷却システム）について各チームの独自開発が認められており、ルノーやアウディなどが参入している。モーターは2基まで、ギアボックスは6速まで選択可能であり、横置き・縦置きのレイアウトも自由。将来的にはシャシーの独自開発も認められる方針である。バッテリーに関しては参戦費用の高騰につながる懸念から、当面は共通化を維持する方針である。
3年目の2016-17シーズンより、上下2段構造のフロントウィングが導入された。これは空力的効果というよりも、フォーミュラEの先進性を外観上でも強調するための施策である。

### 第2世代（2018 - 2022）

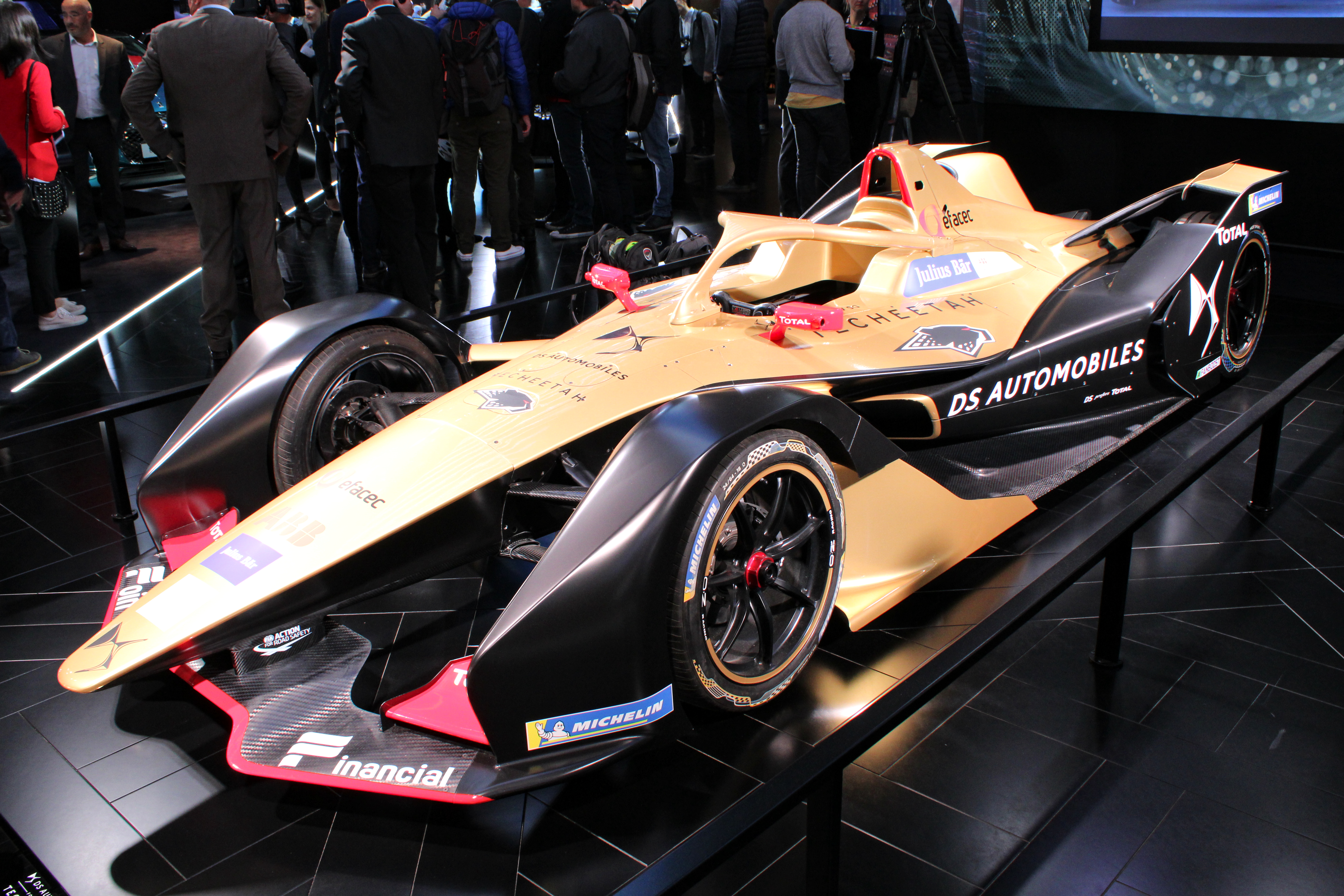
Gen2マシン

5年目の2018 - 2019シーズンからは新しく「Gen2」と呼ばれる新型シャシーが投入され、2021-22シーズンまでの4シーズンに渡って使用された。前年までのシャシーとの相違点は下記の通り。
- 前後のタイヤを完全に覆うボディワークが装着される。
- バッテリーが見直され、小型化・大容量化が図られている。電力量は約2倍（28kWh→54kWh）に増え、レース途中でマシンを乗り換える必要がなくなる。最大出力は250kW（レース時200kW）に向上され、最高速度は280km/hに上昇。
- フォーミュラ1同様、コックピットに頭部保護デバイスのHalo（ヘイロー）が装着される。なおF1などに装着されているヘイローとは違いLEDが内蔵されており、アタックモードやファンブースト使用時にはLEDが発光、観客が視覚的にブーストを使用したことが分かるようになっている。
- リアウィングが廃止され、左右のリアホイールハウス上に小型のウィングレットが装着される。ウィングの廃止によって損なわれるリアのダウンフォースは、従来よりも巨大化されたリアディフューザーで得る。
- 後輪の回生ブレーキに自動調整機能（ブレーキ・バイ・ワイヤ）の使用が認められる。

この世代のバッテリーのセルは村田製作所製のものが使われた（バッテリー全体はマクラーレン / アティエヴァの共同開発）。
第1世代と同じく、3年目にアップデート版の「Gen2 EVO」が公開された。Gen2が接触に強く、その結果ペナルティが多数出され裁量基準に議論が巻き起こったため、Gen2 EVOはより”接触に弱い“仕様に修正された。フロントはタイヤを覆うパーツがなくなり、「コ」の字型のフロントウィングを装着。リアの小型ウィングレットの形状も変更され、ドライバーシート後方から車体後部まで続くシャークフィンが追加された。7年目の2020-21シーズンから導入される予定だったが、新型コロナウイルス（COVID-19）の世界的流行の影響で2021-22シーズンに延期された。その後ボディワークの更新を1シーズンだけ実行するのは経済的ではないと判断され、Gen2 EVOは廃止された。

### 第3世代（2022 - ）

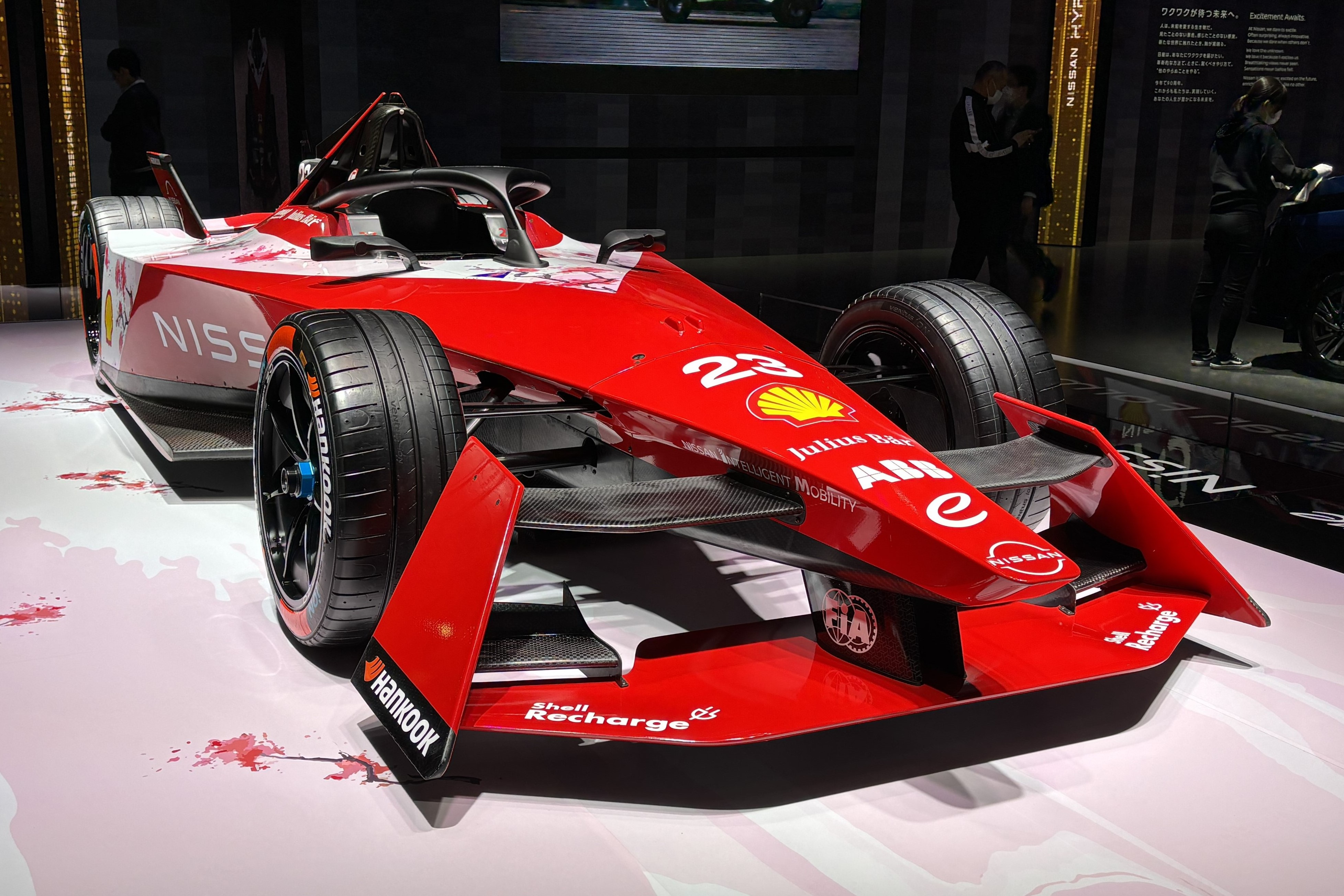
Gen3マシン

9年目となる2022 - 2023シーズンより「Gen3」が導入された。シーズン8中のモナコe-Prixにて発表された。Gen3は「空力効率に優れた戦闘機のデルタウィングデザイン」をイメージしている一方で、「市街地サーキットレース専用マシン」というフォーミュラEの理念を貫いている。
変化した点としては、
- 全長5016.2mm（-183.1mm）、全高1023.4mm（-40.1mm）、全幅1700mm（-100mm）、前後ホイールベース2970.5mm（-129.5mm）へと小型化される。
- 最小重量（ドライバー込み）が900kgから840kgへと軽量化される。
- 前後にモーターが配置される（フロントは回生専用[40]）。
- モーターの最高出力が250kWから350kWへと向上し、最高速度も280km/hから322km/h（理論値）に向上する。
- Gen2の2倍以上となる600kW（フロント250kW+リア350kW）の回生能力を持ち、レース中に使用されるエネルギーの40%を回生ブレーキでまかなう。
- 前述の5つの変化により、リアの油圧ブレーキが廃止される。
- 車体にリサイクル素材を多く使用するほか、カーボン（炭素繊維）の破損したすべての部品を航空・航空宇宙産業の技術でリサイクルすることで、環境に配慮する。
- デザイン面では、Gen2に装備されていたタイヤを覆うカウルがなくなるほか、フロントウィングが上下2枚に変更、1枚構成のリアウィングが装着される。

これに併せてタイヤサプライヤーがミシュランからハンコックへ、バッテリーサプライヤーがマクラーレン / アティエヴァ（現ルシード・モータース）からウィリアムズ・アドバンスド・エンジニアリングへとそれぞれ変更されている。

### 第4世代
13年目となる2026 - 2027シーズンより新たに「Gen4」が導入される予定である。タイヤサプライヤーはハンコックからブリヂストンに交代する。
次期型シャシーは、以下の案が想定されている。
- 全幅100mm・車重76kgの増加
- ピーク出力がGen3マシンの約2倍となる600kW（815馬力）
- ハイダウンフォース仕様とローダウンフォース仕様の2種類の空力パッケージ
- 300kWと600kWの2種類の出力設定

### 主なサプライヤー
- シャシー :スパーク・レーシング・テクノロジー（英語版）、ダラーラ
- バッテリー : ウィリアムズ・アドバンスド・エンジニアリング（2014-15シーズンから2017-18シーズン、2022-23シーズンから）、マクラーレン・アプライド・テクノロジーズ（2018-19シーズンから2021-22シーズン）
- タイヤ : ミシュラン（2021-22シーズンまで）、ハンコック（2022-23シーズンから2025-26シーズンまで）、ブリヂストン（2026-27シーズンより供給予定）
- パワートレイン（初年度） : マクラーレン・エレクトロニック・システムズ
- ギアボックス（初年度） : ヒューランド

### 車両性能
|                                    | Gen1              | Gen2              | Gen3              |
| ---------------------------------- | ----------------- | ----------------- | ----------------- |
| シーズン                           | S1（2014-15） -   | S5（2018-19） -   | S9（2022-23） -   |
| 全長                               | 5320 mm           | 5160 mm           | 5016.2 mm         |
| 全高                               | 1050 mm           | 1050 mm           | 1023.4 mm         |
| 全幅                               | 1780 mm           | 1770 mm           | 1700 mm           |
| ホイールベース                     | 3100 mm           | 3100 mm           | 2970.5 mm         |
| 最小重量（ドライバー含む）         | 920 kg            | 900 kg            | 840 kg            |
| 最大出力                           | 200 kW（268馬力） | 250 kW（335馬力） | 350 kW（470馬力） |
| バッテリー容量                     | 28 kWh            | 52 kWh            | 38.5 kWh          |
| 最大回生                           | 100 kW            | 250 kW            | 600 kW            |
| 最高速度                           | 225 km/h          | 280 km/h          | 320 km/h          |
| 駆動方式                           | リアのみ          | リアのみ          | フロント・リア    |
| タイヤサプライヤー                 | ミシュラン        | ミシュラン        | ハンコック        |
| ポールタイム（ベルリンサーキット） | 1:08.312          | 1:06.227          | 1:05.605          |
| 航続距離                           | 50 km             | 100 km            | 94 km             |

### オフィシャルカー
2014-15年から2019-2020年までの6シーズンでBMW・i8が、2020-21年のシーズン7ではMINIエレクトリック・ペースセッターが公式セーフティカーとして採用されていた。2021-22年のシーズン8からフォーミュラE公式パートナーのポルシェが提供、セーフティカーにタイカン・ターボSを2台とオフィシャルカーにマカンを2台の計4台を提供している。なお、セーフティカーのドライバーは、長年WTCCでセーフティーカーのドライバーを務めるブルーノ・コレイアが務める。

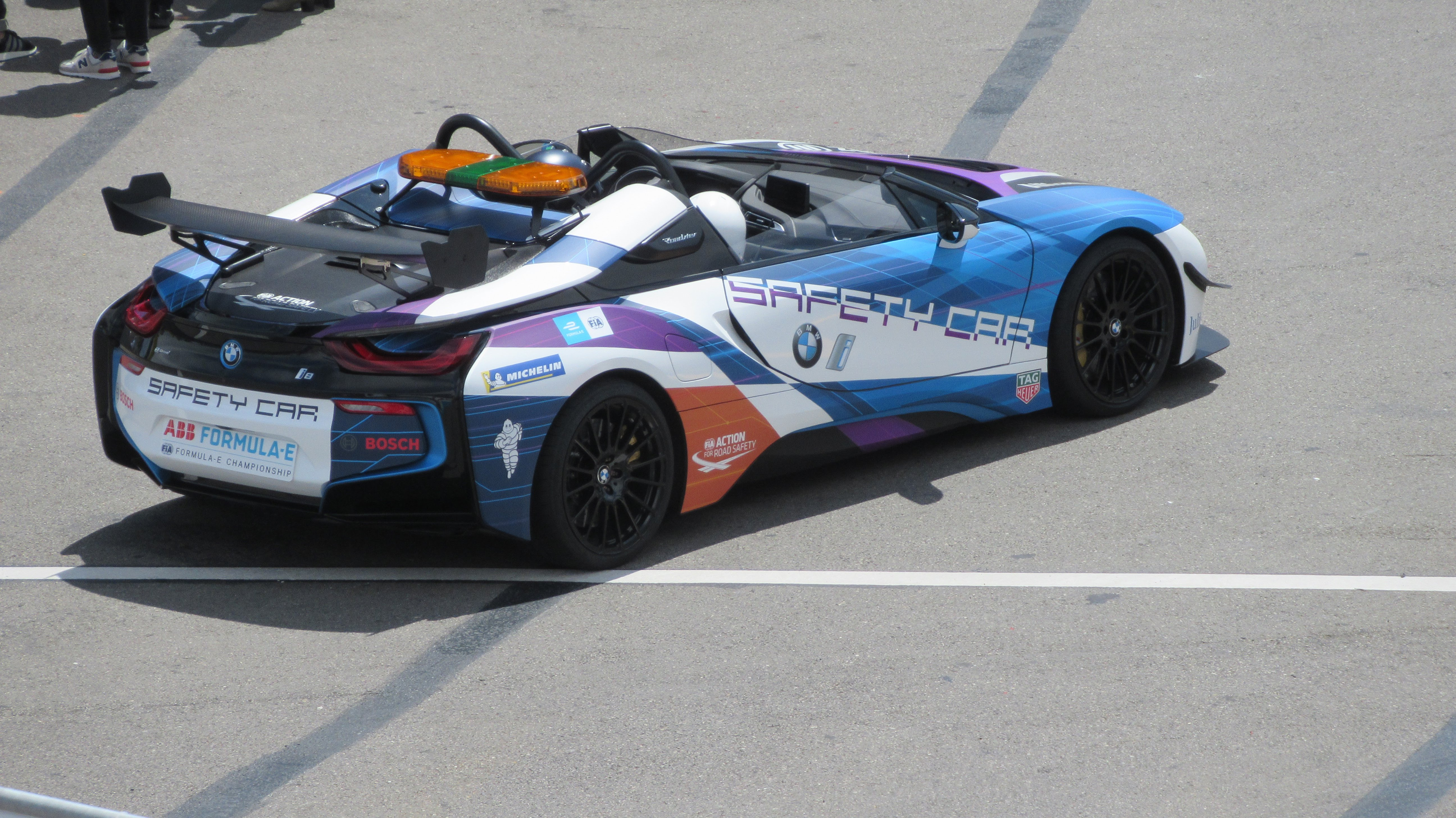
BMW・i8
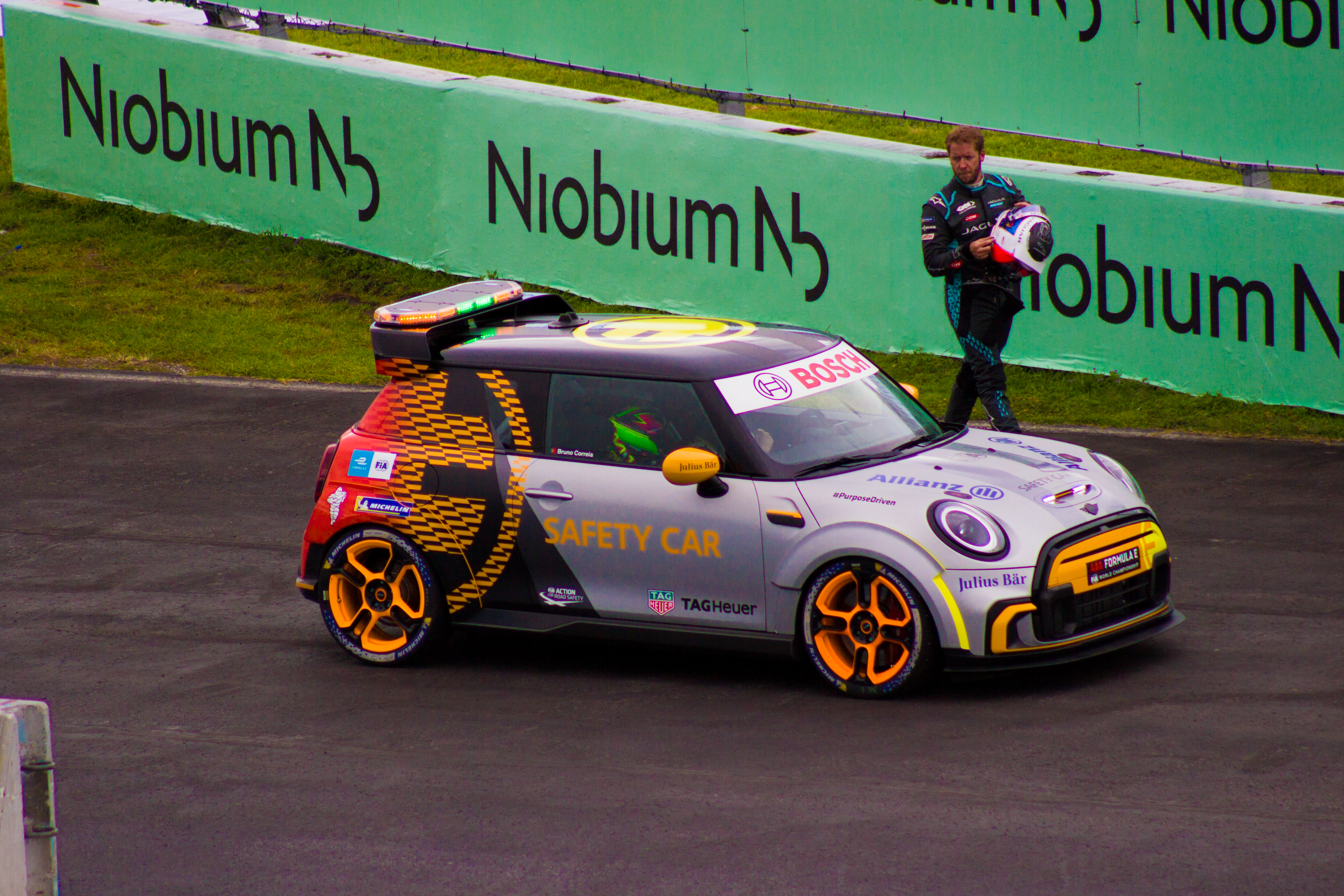
ミニ・エレクトリック
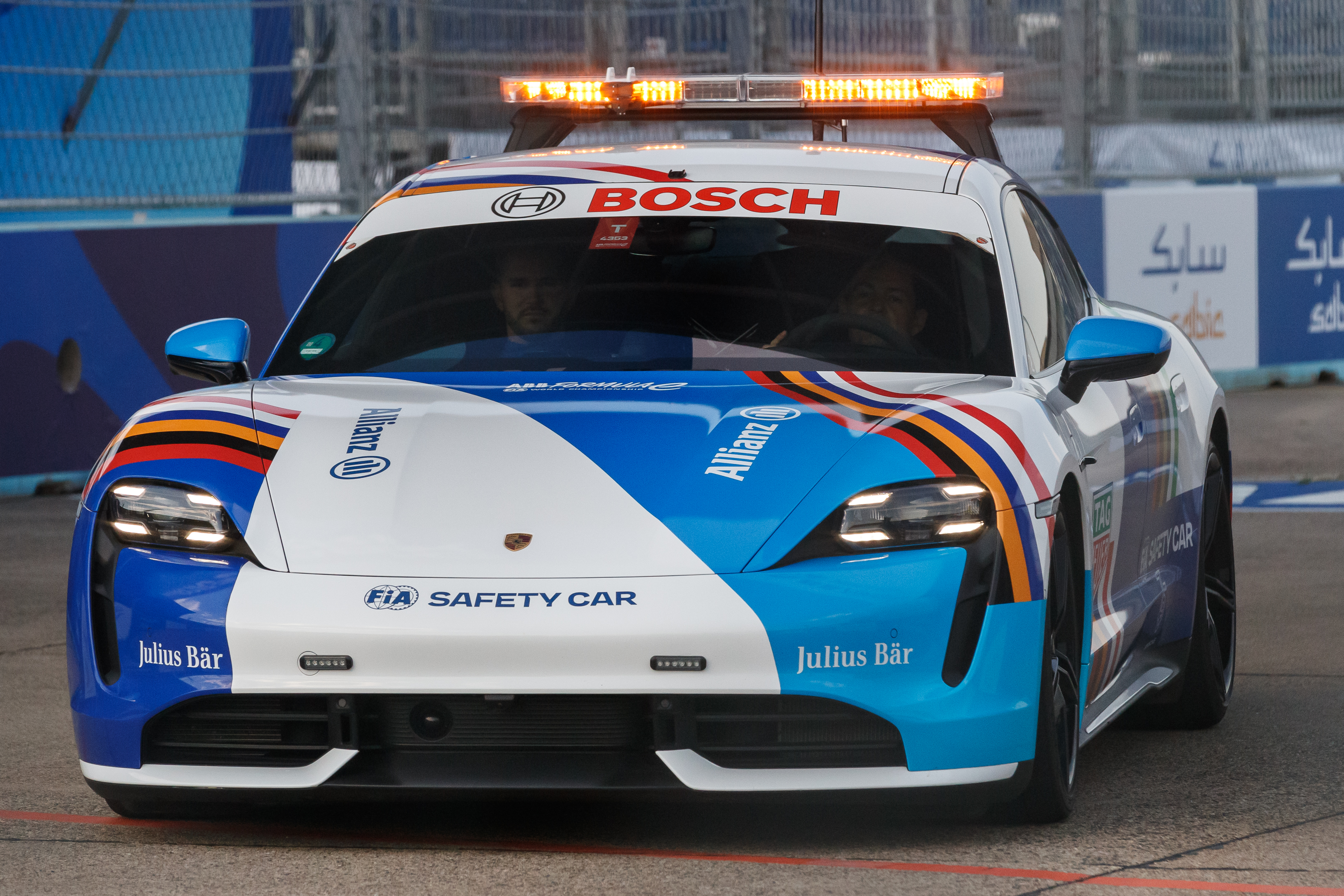
ポルシェ・タイカン

## 参加チーム
発足初年度はプライベーター中心だったものの、シーズン2からパワートレインの開発が自由化されたことで、自動車メーカーが関与するワークスチームへの移行が進んでいる。
ルノーに続いてDSオートモビルズ（シトロエン）、ヴェンチュリー（ZF）、マヒンドラ、ジャガー、アウディ、BMWなど多くの自動車メーカーが開発の自由化を機に参戦している。また、新興EVメーカーのNIOの参戦など、モータースポーツの参戦経験のないメーカーが参戦するなど活気を見せている。DTMの一角を担っていたメルセデス・ベンツ、2014年からWECで猛威を振るったポルシェはそれぞれ前述のカテゴリーから撤退する代わりに2019-20シーズンから参戦している。
参戦の背景として、自動車産業が環境問題に直面しつつある現状が挙げられる。フォルクスワーゲンのディーゼル排気不正問題が発覚し、2040年代までに内燃機関自動車の販売を禁止する法案がヨーロッパ各国で可決される中で、フォーミュラEはローコストにEV開発をアピールできる場として期待されている。
日本では日産が2018-19年シーズンから参戦しており、2024年3月にはヤマハ発動機がローラ・カーズとパワートレインの開発・供給において技術提携を発表し、「ローラ・ヤマハ」として2024-25シーズンより新たに参戦する。。なおホンダも参戦の可能性を検討中とされていたが、F1からの撤退を発表した2020年10月2日に「電動レースへの参戦は具体的に考えているものはない」と表明している。
| コンストラクター                              | マニュファクチャラー | 国籍               | 拠点               | 参戦年  | エントリー | 優勝 | 表彰台 | 得点 | WTC | WTC最高順位 | レース最高順位 | FL | PP |
| --------------------------------------------- | -------------------- | ------------------ | ------------------ | ------- | ---------- | ---- | ------ | ---- | --- | ----------- | -------------- | -- | -- |
| ニッサン・フォーミュラEチーム                 | 日産                 | 日本の旗           | イギリスの旗       | 2014-15 | 134        | 20   | 48     | 1695 | 3   | 1st         | 1st            | 13 | 24 |
| エンヴィジョン・レーシング                    | ジャガー             | イギリスの旗       | イギリスの旗       | 2014-15 | 134        | 16   | 53     | 1729 | 1   | 1st         | 1st            | 19 | 15 |
| アンドレッティ・フォーミュラE                 | ポルシェ             | アメリカ合衆国の旗 | アメリカ合衆国の旗 | 2014-15 | 134        | 11   | 37     | 1243 | 0   | 3rd         | 1st            | 17 | 13 |
| マセラティ・MSG・レーシング                   | ステランティス       | モナコの旗         | モナコの旗         | 2015-16 | 134        | 10   | 27     | 1034 | 0   | 2nd         | 1st            | 10 | 5  |
| DS・ペンスキー                                | ステランティス       | フランスの旗       | フランスの旗       | 2014-15 | 134        | 3    | 17     | 845  | 0   | 2nd         | 1st            | 8  | 7  |
| クプラ・キロ                                  | ポルシェ             | アメリカ合衆国の旗 | イギリスの旗       | 2014-15 | 134        | 2    | 6      | 379  | 0   | 4th         | 1st            | 5  | 2  |
| マヒンドラ・レーシング                        | マヒンドラ           | インドの旗         | イギリスの旗       | 2014-15 | 133        | 5    | 24     | 978  | 0   | 3rd         | 1st            | 10 | 11 |
| ローラ・ヤマハ・アプト・フォーミュラEチーム   | ローラ・ヤマハ       | イギリスの旗       | イギリスの旗       | 2014-15 | 117        | 14   | 47     | 1457 | 1   | 1st         | 1st            | 19 | 6  |
| ジャガー・TCS・レーシング                     | ジャガー             | イギリスの旗       | イギリスの旗       | 2016-17 | 113        | 17   | 47     | 1436 | 1   | 1st         | 1st            | 14 | 11 |
| ネオム・マクラーレン・フォーミュラEチーム     | 日産                 | イギリスの旗       | イギリスの旗       | 2018-19 | 89         | 8    | 27     | 907  | 2   | 1st         | 1st            | 9  | 13 |
| タグ・ホイヤー・ポルシェ・フォーミュラEチーム | ポルシェ             | ドイツの旗         | ドイツの旗         | 2019-20 | 76         | 12   | 25     | 982  | 0   | 2nd         | 1st            | 1  | 8  |

## 歴代チャンピオン
| シーズン    | ドライバーズ・チャンピオン           | ドライバーズ・チャンピオン                      | ドライバーズ・チャンピオン | ドライバーズ・チャンピオン    | チームズ・チャンピオン                        | チームズ・チャンピオン        | マニュファクチャラーズ・チャンピオン |
| シーズン    | ドライバー                           | チーム                                          | 車番                       | マシン                        | チーム                                        | マシン                        | マニュファクチャラーズ・チャンピオン |
| ----------- | ------------------------------------ | ----------------------------------------------- | -------------------------- | ----------------------------- | --------------------------------------------- | ----------------------------- | ------------------------------------ |
| 2014年-15年 | ネルソン・ピケJr.                    | チャイナ・レーシング → NEXTEV TCR（登録名変更） | 99                         | スパーク・ルノー・SRT 01E     | e.dams・ルノー                                | スパーク・ルノー・SRT 01E     | -                                    |
| 2015年-16年 | セバスチャン・ブエミ                 | ルノー・e.dams                                  | 9                          | ルノー・Z.E 15                | ルノー・e.dams                                | ルノー・Z.E 15                | -                                    |
| 2016年-17年 | ルーカス・ディ・グラッシ             | アプト・シェフラー・アウディ・スポート          | 11                         | アプト・シェフラー・FE02      | ルノー・e.dams                                | ルノー・Z.E 16                | -                                    |
| 2017年-18年 | ジャン＝エリック・ベルニュ           | テチーター                                      | 25                         | ルノー・Z.E.17                | アウディ・スポーツ・アプト・シェフラー        | アウディ・e-tron FE04         | -                                    |
| 2018年-19年 | ジャン＝エリック・ベルニュ           | DS・テチーター                                  | 25                         | DS E-Tense FE 19              | DS・テチーター                                | DS E-Tense FE 19              | -                                    |
| 2019年-20年 | アントニオ・フェリックス・ダ・コスタ | DS・テチーター                                  | 13                         | DS E-Tense FE 20              | DS・テチーター                                | DS E-Tense FE 20              | -                                    |
| 2020年-21年 | ニック・デ・フリース                 | メルセデスEQ・フォーミュラEチーム               | 17                         | メルセデスEQ・Silver Arrow 02 | メルセデスEQ・フォーミュラEチーム             | メルセデスEQ・Silver Arrow 02 | -                                    |
| 2021年-22年 | ストフェル・バンドーン               | メルセデスEQ・フォーミュラEチーム               | 5                          | メルセデスEQ・Silver Arrow 02 | メルセデスEQ・フォーミュラEチーム             | メルセデスEQ・Silver Arrow 02 | -                                    |
| 2022年-23年 | ジェイク・デニス                     | アバランチ・アンドレッティ・フォーミュラE       | 27                         | ポルシェ・99X Electric Gen3   | エンヴィジョン・レーシング                    | ジャガー・I-Type 6            | -                                    |
| 2023年-24年 | パスカル・ウェーレイン               | タグ・ホイヤー・ポルシェ・フォーミュラEチーム   | 94                         | ポルシェ・99X Electric Gen3   | ジャガー・TCS・レーシング                     | ジャガー・I-Type 6            | ジャガー                             |
| 2024年-25年 | オリバー・ローランド                 | ニッサン・フォーミュラEチーム                   | 23                         | ニッサン・e-4ORCE 05          | タグ・ホイヤー・ポルシェ・フォーミュラEチーム | ポルシェ・99X Electric Gen3   | ポルシェ                             |

## 主な元F1参戦ドライバー
| ドライバー                   | 参戦年           | 主な成績 | F1参戦歴                                                                       |
| ---------------------------- | ---------------- | --- | ------------------------------------------------------------------------------ |
| ジャック・ヴィルヌーヴ       | 2015             | 2015-16年20位 | 1996-2006（ウィリアムズ、BAR、ルノー、ザウバー、BMWザウバー）                  |
| ヤルノ・トゥルーリ           | 2014-2015        | 2014-15年20位、2015-16年NC | 1997-2011（ミナルディ、プロスト、ジョーダン、ルノー、トヨタ、ロータス）        |
| ステファン・サラザン         | 2014-2018        | 2014-15年14位、2015-16年6位、2016-17年10位、2017-18年22位 | 1999（ミナルディ）                                                             |
| ニック・ハイドフェルド       | 2014-2018        | 2014-15年12位、2015-16年10位、2016-17年7位、2017-18年11位 | 2000-2011（プロスト、ザウバー、ジョーダン、ウィリアムズ、BMWザウバー、ルノー） |
| フェリペ・マッサ             | 2018-2020        | 2018-19年15位、2019-20年22位 | 2002, 2004-2017（ザウバー、フェラーリ、ウィリアムズ）                          |
| 佐藤琢磨                     | 2014             | 2014-15年24位 | 2002-2008（ジョーダン、BAR、スーパーアグリ）                                   |
| ジャスティン・ウィルソン     | 2015             | 2014-15年25位 | 2003（ミナルディ、ジャガー）                                                   |
| ヴィタントニオ・リウッツィ   | 2014-2015        | 2014-15年23位、2015-16年NC | 2005-2007, 2009-2011（レッドブル、トロ・ロッソ、フォース・インディア、HRT）    |
| スコット・スピード           | 2015             | 2014-15年15位 | 2006-2007（トロ・ロッソ）                                                      |
| フランク・モンタニー         | 2014             | 2014-15年16位 | 2006（スーパーアグリ）                                                         |
| 山本左近                     | 2015             | 2014-15年35位 | 2006-2007, 2010（スーパーアグリ、スパイカー、HRT）                             |
| ネルソン・ピケJr.            | 2014-2019        | 2014-15年チャンピオン、2015-16年15位、2016-17年11位、2017-18年9位、2018-19年22位                                                                                            | 2008-2009（ルノー）                                                            |
| セバスチャン・ブエミ         | 2014-            | 2014-15年2位、2015-16年チャンピオン、2016-17年2位、2017-18年4位、2018-19年2位、2019-20年4位、2020-21年21位、2021-22年15位、2022-23年6位、2023-24年11位、2024-25年12位       | 2009-2011（トロ・ロッソ）                                                      |
| ハイメ・アルグエルスアリ     | 2014-2015        | 2014-15年13位 | 2009-2011（トロ・ロッソ）                                                      |
| 小林可夢偉                   | 2017             | 2017-18年24位 | 2009-2012, 2014（トヨタ、ザウバー、ケータハム）                                |
| カルン・チャンドック         | 2014-2015        | 2014-15年17位 | 2010-2011（HRT、ロータス）                                                     |
| ブルーノ・セナ               | 2014-2016        | 2014-15年10位、2015-16年11位 | 2010-2012（HRT、ルノー、ウィリアムズ）                                         |
| ルーカス・ディ・グラッシ     | 2014-            | 2014-15年3位、2015-16年2位、2016-17年チャンピオン、2017-18年2位、2018-19年3位、2019-20年6位、2020-21年7位、2021-22年5位、2022-23年15位、2023-24年23位、2024-25年17位        | 2010（ヴァージン）                                                             |
| ジェローム・ダンブロシオ     | 2014-2020        | 2014-15年4位、2015-16年5位、2016-17年18位、2017-18年14位、2018-19年11位、2019-20年16位                                                                                      | 2011-2012（ヴァージン、ロータス）                                              |
| ジャン＝エリック・ベルニュ   | 2014-            | 2014-15年7位、2015-16年9位、2016-17年5位、2017-18年チャンピオン、2018-19年チャンピオン、2019-20年3位、2020-21年10位、2021-22年4位、2022-23年5位、2023-24年5位、2024-25年6位 | 2012-2014（トロ・ロッソ）                                                      |
| シャルル・ピック             | 2014-2015        | 2014-15年18位 | 2012-2013（マルシャ、ケータハム）                                              |
| エステバン・グティエレス     | 2017             | 2016-17年22位 | 2013-2014, 2016（ザウバー、ハース）                                            |
| アンドレ・ロッテラー         | 2017-2023        | 2017-18年8位、2018-19年8位、2019-20年8位、2020-21年17位、2021-22年12位、2022-23年18位                                                                                       | 2014（ケータハム）                                                             |
| ロベルト・メリ               | 2023             | 2022-23年23位 | 2015（マルシャ）                                                               |
| フェリペ・ナッセ             | 2019             | 2018-19年24位 | 2015-2016（ザウバー）                                                          |
| パスカル・ウェーレイン       | 2019-            | 2018-19年12位、2019-20年18位、2020-21年11位、2021-22年10位、2022-23年4位、2023-24年チャンピオン、2024-25年3位                                                               | 2016-2017（マノー、ザウバー）                                                  |
| ストフェル・バンドーン       | 2018-            | 2018-19年16位、2019-20年2位、2020-21年9位、2021-22年チャンピオン、2022-23年11位、2023-24年10位、2024-25年14位                                                               | 2016-2018（マクラーレン）                                                      |
| アントニオ・ジョヴィナッツィ | 2022             | 2021-22年23位 | 2017, 2019-2021（ザウバー、アルファロメオ）                                    |
| ピエール・ガスリー           | 2017             | 2016-17年16位 | 2017-（トロ・ロッソ、レッドブル、アルファタウリ、アルピーヌ）                  |
| ブレンドン・ハートレイ       | 2019-2020        | 2019-20年23位 | 2017-2018（トロ・ロッソ）                                                      |
| ニック・デ・フリース         | 2021-2022, 2024- | 2020-21年チャンピオン、2021-22年9位、2023-24年18位、2024-25年8位 | 2022-2023（ウィリアムズ、アルファタウリ）                                      |

## スーパーライセンス
フォーミュラEは発足当初はスーパーライセンスポイントの対象外とされ、例外としてドライバーズチャンピオンはライセンスの発給資格を与えられた。2016年からポイントが付与され、ドライバーズチャンピオンの40点（発給条件と同点）に加えて選手権の上位10名までがポイントを得た。2016年当時は同一年度内に複数カテゴリで得たライセンスポイントを最大2種類まで合算することが認められていたため、他カテゴリのF2（旧GP2）やスーパーフォーミュラ、インディカー、WEC等を掛け持ちする方針が主流であった。
しかし2018年のライセンスポイントシステムの変更に伴い、フォーミュラEにおけるドライバーズチャンピオンの配点は30点へ下げられた。さらに翌2019年にはポイントの合算が廃止され、最もポイントが高いカテゴリ1種類のみがカウントされる仕組みへ切り替わった。

## 放送局

### 国際放送
2013年8月にFOX SPORTSがテレビ放映権を獲得しており、同社が国際的なマルチメディア展開を担当する。 日本ではFOXスポーツ&エンターテイメントが2014-15年の全戦をレースの翌火曜日夜に録画中継していたが、1シーズン限りで終了した。

### 日本国内

#### 現在

##### J SPORTS
2017-18年シーズン以降、J SPORTSが全戦を生中継を中心に放送している。

###### コメンタリー（J SPORTS）
実況
- サッシャ（2017-現在）
- 木幡ケンヂ（2018-現在）
- 笹川裕昭（現在）

解説
- 由良拓也
- 中嶋一貴
- 小倉茂徳

##### BSフジ
無料放送のBSフジが、2019 - 20年シーズンより全戦のハイライト放送を行う。

###### コメンタリー（BSフジ）
実況
- 塩原恒夫
- 堀池亮介（フジテレビアナウンサー、東京E-Prix（地上波）のみ）

解説
- 山本左近（2019年 - 2021年）
- 柳田真孝（2022年 - ）
- 田中康二（2022年 - ）
- 千代勝正（2022年 - ）
- 佐藤琢磨（2024年第5戦 東京E-Prix）
- 片山右京（2025年第8 - 9戦 東京E-Prix）
- 小山美姫（2025年第9戦 東京E-Prix）

ナビゲーター
- 佐藤信長（2021年 - ）

##### フジテレビ
フジテレビが地上波では珍しく、2025年シーズンより第8戦と第9戦の放送を行う。
第8戦は2025年5月17日（土曜日）14:30 - 16:30（JST。『土曜スペシャル』枠）、第9戦は同年同月18日（日曜日）16:00 - 17:25（JST。『日曜スペシャル』枠）で放送、いずれも関東ローカルでの放送。

#### 過去

##### テレビ朝日
シリーズ創設時点では日本でのテレビ放映権は電通を経由してテレビ朝日が獲得しており、同社の保有する地上波・BS（BS朝日）・CS（テレ朝チャンネル）の3波を活用して2014-15年から2016-17年の3シーズンにおいて全戦生中継を行った。当初の発表ではフリー走行はBS朝日、予選はテレ朝チャンネル、決勝レースは地上波のテレビ朝日にて放送されることしていたが、この体制で放送されたのは2014 - 15年開幕戦の北京大会のみであり、以降は決勝レースについてもBS朝日での放送となった。後に地上波ではレース後1週間後を目安として決勝レースの録画放送がされるようになった。2015-16年は開幕戦から全セッションがCSのみでの生中継となり、BS朝日では開催数日後のハイライトのみとなった（地上波のハイライトはそのまま継続）。また、AbemaTVでテレビ中継と同内容のものを配信していた。2014-15年最終戦より、オンボードカメラ・ライブタイミング・車両の位置がインターネットでリアルタイムで見られる「ドライバーズカメラ」を開始したものの、2015-16年シーズン第5戦のメキシコシティ大会までで更新がストップした。
シーズン開幕前にはBS朝日にて特集番組「『フォーミュラE』ってなんだ！？徹底ガイド」（2014年8月23日放送）も放送し、鈴木亜久里と片山右京の対談、「日本勢（アムリン・アグリ）の参入」「女性ドライバーが活躍できるレース」などとフォーミュラEの魅力を紹介し生中継に対する気合がうかがえていた。しかし放送を重ねるに連れ、上記の通り放送規模の縮小で徐々に中継に対して消極的になっている状況が見えていた。
2014-15年シーズンは、テレビ朝日系地上波（一部地域除く）にて総集編が放送された。

##### BS日テレ
無料放送のBS日テレが、2017-18年・2018-19年の2シーズンにおいて全戦のハイライト放送を行った。

###### コメンタリー（BS日テレ）
実況
- ピエール北川

解説
- 山本左近（2017 - 2018）
- 中野信治（2018 - 2019）